# Takeo Nishioka

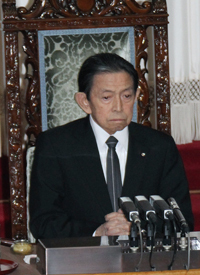
Takeo Nishioka (2011)

Takeo Nishioka (jap. 西岡 武夫, Nishioka Takeo; * 12. Februar 1936 in Nagasaki, Präfektur Nagasaki; † 5. November 2011 in der Präfektur Tokio) war ein japanischer Politiker und seit 2010 Präsident des Sangiin, des Oberhauses des japanischen Parlaments. Er gehörte der Demokratischen Partei (DPJ) und darin der Ozawa-Gruppe an; seit seiner Wahl zum Präsidenten war er formal fraktionslos.

## Leben
Nishioka wurde 1936 als Sohn des Shūgiin-Abgeordneten Takejirō Nishioka geboren, Gründer eines Vorläufers der Nagasaki Shimbun und nach dem Zweiten Weltkrieg der zweite gewählte Gouverneur von Nagasaki. Seine Mutter war die spätere Sangiin-Abgeordnete Haru Nishioka. Bereits während seines Studiums an der Waseda-Universität, das Nishioka 1959 abschloss, war er für die Zeitung des Vaters tätig, bei der er danach weiter arbeitete.
Bei der Shūgiin-Wahl 1963 trat Nishioka als Unabhängiger im fünfmandatigen 1. Wahlkreis Nagasaki, der auch die Stadt Nagasaki umfasst, an und wurde mit dem vierthöchsten Stimmenanteil erstmals zum Abgeordneten gewählt. Er wurde danach insgesamt zehn Mal für das Shūgiin bestätigt. Er schloss sich zunächst der Liberaldemokratischen Partei (LDP) an, wo er unter anderem die „Jugendabteilung“ (seinen-kyoku; für unter 45-jährige) leitete. Im Zuge des Lockheed-Skandals verließ er die Partei und beteiligte sich an der Gründung des Neuen Liberalen Klubs von Yōhei Kōno und Seiichi Tagawa und wurde Generalsekretär der neuen Partei. Bereits 1979 verließ der den Neuen Liberalen Klub wieder und kehrte ein Jahr später in die LDP zurück. 1983 abgewählt, konnte er 1986 mit dem höchsten Stimmenanteil einen Sitz in seinem Wahlkreis zurückgewinnen. Innerparteilich gehörte er der späteren Miyazawa-Faktion an.
Ende der 1980er Jahre stieg Nishioka zu höheren Regierungs- und Parteiposten auf: Von 1988 bis 1989 war er in den Kabinetten Takeshita und Uno Kultusminister; 1990 erhielt er unter dem reformistischen Premier Toshiki Kaifu als Vorsitzender des Exekutivrates der LDP eines der „drei Parteiämter“. Kaifu, Nishioka, Generalsekretär Ichirō Ozawa und der PARC-Vorsitzende Katō Mutsuki versuchten politische Reformen in der LDP durchzusetzen, scheiterten aber am innerparteilichen Widerstand. Nach Kaifus Sturz 1991 verließen alle vier die Partei in den frühen 1990er Jahren.
Bei der Shūgiin-Wahl 1993 wurde Nishioka für die LDP wiedergewählt, verließ aber noch im selben Jahr die Partei und gehörte danach zum Kaikaku no Kai („Reformversammlung“), zum Parteienbündnis Jiyū Kaikaku Rengō („Liberaler Reformbund“) und schließlich ab 1994 zur Neuen Fortschrittspartei. Unter Ichirō Ozawa leitete er dort 1996 das Komitee für Parlamentsangelegenheiten. Anschließend war er bis zur Auflösung der Partei 1997 Generalsekretär. Danach folgte er Ozawa in die Liberale Partei.
Nach der Wahlrechtsreform von 1994 kandidierte Nishioka in der Wahl von 1996 im neuen Einzelwahlkreis Nagasaki 1, den er gewann, sein Mandat aber 1998 für die Gouverneurswahl in Nagasaki aufgab. Bei der Entscheidung über die Nachfolge des langjährigen Gouverneurs Isamu Takada unterlag Nishioka aber Genjirō Kaneko mit rund 290 zu 412 Tausend Stimmen. Bei der Sangiin-Wahl 2001, als er mit über 120 Tausend Präferenzstimmen die Verhältniswahlliste der Liberalen Partei anführte, kehrte er ins Parlament zurück. Nach dem Beitritt der Liberalen zur Demokratischen Partei wurde er 2007 über die DPJ-Liste mit 151.376 Präferenzstimmen landesweit für weitere sechs Jahre wiedergewählt. Von 2007 bis 2010 leitete er den Geschäftsführenden Ausschuss des Sangiin (Sangiin giin unei iinkai); 2010 löste er Satsuki Eda als Präsident der Kammer ab.